# Johann Heinrich Adolf Logemann
Johann Heinrich Adolf Logemann (Rotterdam, 19 januari 1892 – Noordwijkerhout, 12 november 1969) was een Nederlands rechtsgeleerde en politicus.
Logemann was minister van Overzeese Gebiedsdelen in het kabinet-Schermerhorn-Drees en kreeg te maken met het uitroepen van de Republik Indonesia en de daarop volgende vrijheidsstrijd van de Indonesiërs. Hij wilde niet met Soekarno onderhandelen vanwege diens banden met de Japanners tijdens de oorlog. Hij voerde op landgoed 'De Hoge Veluwe' wel besprekingen met andere Indonesiërs over de toekomst van Nederlands-Indië. Voor de oorlog was hij hoogleraar staatsrecht in Batavia (het latere Djakarta) en behoorde in Nederlands-Indië tot 'de Stuw'-groep van progressieve bestuurders en hoogleraren. Hij werd daarom in rechtse kringen gewantrouwd. Na zijn ministerschap was hij korte tijd Tweede Kamerlid en daarna wederom hoogleraar, ditmaal in Leiden.
- Biografisch Portaal: 04040646
- Digitale Bibliotheek voor de Nederlandse Letteren: loge006
- Gemeinsame Normdatei: 1054367515
- International Standard Name Identifier: 0000 0000 8137 3693
- Library of Congress Control Number: n88299516
- Nationale Bibliotheek van Israël: 987007278012205171
- Nederlandse Thesaurus van Auteursnamen: 068964137
- Parlement.com: vg09ll2y54uh
- Trove: 1029730
- Virtual International Authority File: 58189167
- WorldCat: E39PBJgMGbpQCyQjtJTyKyJ4bd